# Liste der denkmalgeschützten Objekte in Dlažov
Grundlage dieser Liste der denkmalgeschützten Objekte in Dlažov ist die ÚSKP-Liste (Ústřední seznam kulturních památek České republiky, deutsch Zentrale Liste der Kulturdenkmäler der Tschechischen Republik), die von der tschechischen Denkmalschutzbehörde NPÚ (Národní památkový ústav, deutsch Nationale Denkmalbehörde) seit 1987 geführt wird und an die seit dem Jahr 1850 geschaffenen Listen anschließt.

## Denkmalgeschützte Objekte nach Ortsteilen

### Dlažov
| Lage                                                                        | Objekt                                 | Beschreibung | ÚSKP-Nr.                  | Bild           |
| --------------------------------------------------------------------------- | -------------------------------------- | --- | ------------------------- | -------------- |
| Dlažov, Dlažov 41, nördlicher Teil des Ortes, an der Hauptstraße (Standort) | Getreidespeicher mit Scheune Nr. 41    | Ein kleines landwirtschaftliches Gebäude aus dem 19. Jahrhundert, das unter einem Dach Getreidespeicher und eine kleine Scheune miteinander verbindet.                                                         | 25065/4-2837 Info Katalog | BW             |
| Dlažov (Standort)                                                           | Kirche des Heiligen Antonius von Padua | Kleine einschiffige Kirche mit dreieckigem Chor und prismatischem Turm in der Westfassade, die in der zweiten Hälfte des 18. Jahrhunderts durch Erweiterung der ursprünglichen älteren Kapelle entstanden ist. | 52158/4-5309 Info Katalog | weitere Bilder |

### Miletice (Dlažov)
| Lage                                    | Objekt                               | Beschreibung | ÚSKP-Nr.                  | Bild           |
| --------------------------------------- | ------------------------------------ | --- | ------------------------- | -------------- |
| Miletice (Dlažov), Dorfplatz (Standort) | Kapelle des Hl. Johannes von Nepomuk | Fast quadratische Kapelle mit deutlich abgerundeten Ecken, halbrundem Presbyterium und Mansardendach mit polygonalem Glockenturm, mit erneuerten Barockfassaden. Spätbarocke Kapelle von 1766, eine bedeutende Dominante des Dorfplatzes. | 26923/4-2839 Info Katalog | weitere Bilder |